# Schmuddel
Schmuddel, Schmodder  oder Schmadder  meint alten oder zähen Schmutz, außerdem moralische Unsauberkeit.

## Herkunft und Bedeutung
Das umgangssprachliche Wort „Schmuddel“ ist von dem niederdeutschen Wort smuddeln , „unreinlich zu Werke gehen“ abgeleitet. Die etymologische Ableitung von „Schmutz“ und „Moder“ (landsch. „Modder“) ist zu prüfen. Die Auffassung, dass das Wort Schmuddel selten gebraucht würde, ist unbegründet.
In den Oberdeutschen Dialekten ist das Wort nicht heimisch.

## Komposita
- Schmuddelecke in der ugs. Redewendung „jemanden in die Schmuddelecke drängen“: d. h. abwertend einer minderen Gesellschaft oder Gruppe zuordnen.
- Schmuddelkinder bezeichnet im städtischen Raum Gassenkinder, Kinder aus Fabrikarbeitermilieu und aus Mietskasernen. Die Schmuddelkinder ist der deutsche Titel des nicht erfolgreichen US-amerikanischen Spielfilms „The Garbage Pail Kids Movie“ aus dem Jahr 1987. Spiel nicht mit den Schmuddelkindern ist ein 1965 erschienenes Album des Liedermachers Franz Josef Degenhardt.
- Schmuddelwetter ist nasskaltes Wetter.